# Ve (Buchstabe in Turksprachen)

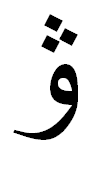
Der Buchstabe in isolierter Form

Ve, manchmal auch Vaw genannt, ist ein arabischer Buchstabe, der in den erweiterten arabischen Alphabeten der meisten zentralasiatischen Turksprachen enthalten ist. Der Buchstabe ist abgeleitet vom arabischen Buchstaben Wāw (و) durch die Hinzufügung von drei Punkten.
Sein Lautwert ist in den meisten Sprachen ein stimmhafter labiodentaler Frikativ (IPA: [v]), der im Arabischen nicht existiert. Lediglich im Kasachischen repräsentiert der Buchstabe davon abweichend einen labialisierten stimmhaften velaren Approximant (IPA: [w]), für den v-Laut wurde ein weiterer Buchstabe geschaffen. Im Arabischen selbst wird der gleiche Laut in Lehnwörtern stattdessen gelegentlich mit dem ebenfalls Ve genannten Buchstaben ڤ transkribiert.
| Unicode Codepoint | U+06CB           |
| Unicode-Name      | Arabic letter ve |
| HTML              | &#1739;          |